# Hoplolabis (Parilisia) latiloba
Hoplolabis (Parilisia) latiloba is een tweevleugelige uit de familie steltmuggen (Limoniidae). De soort komt voor in het Palearctisch gebied.